# Viluppuram
Viluppuram (Tamil: விழுப்புரம் Viḻuppuram [ˈʋɨɻɯpːuɾʌm]; auch: Villupuram) ist eine Stadt im südindischen Bundesstaat Tamil Nadu. Sie liegt im Nordwesten Tamil Nadus unweit der Küste des Golfs von Bengalen rund 150 Kilometer südwestlich der Hauptstadt Chennai (Madras). Die nächstgrößere Stadt ist Puducherry (Pondicherry) ca. 35 Kilometer östlich. Viluppuram ist Hauptstadt des gleichnamigen Distriktes. Die Einwohnerzahl beträgt rund 96.000 (Volkszählung 2011).

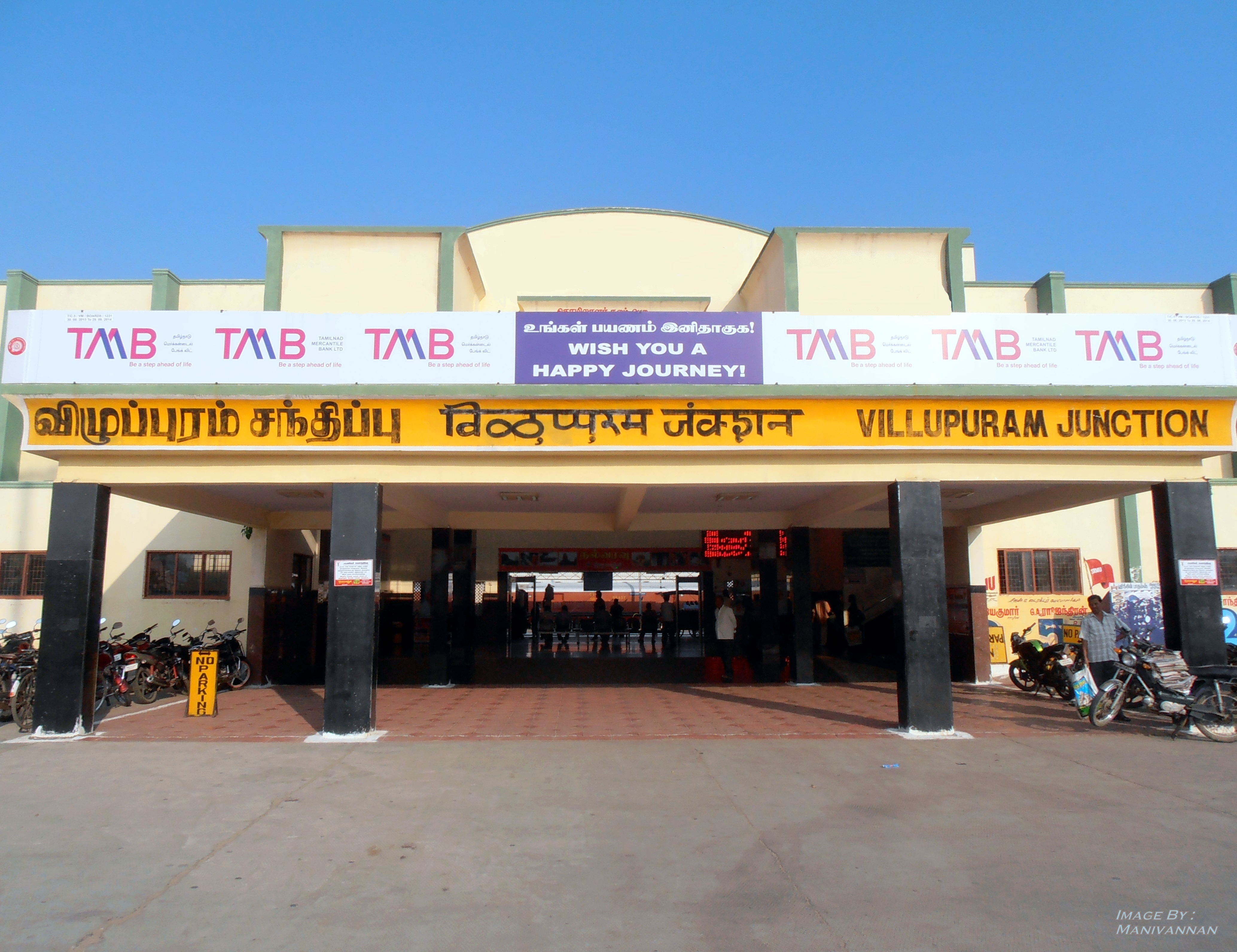
Der Bahnhof Viluppuram

Viluppuram ist ein wichtiges Eisenbahnkreuz, das Chennai mit dem Süden Tamil Nadus verbindet. Die Hauptstrecke von Chennai nach Tiruchirappalli passiert Viluppuram, außerdem gehen vom Bahnhof der Stadt Nebenstrecken in Richtung Puducherry, Cuddalore und Tiruvannamalai ab. Auch die nationale Fernstraße NH 45 von Chennai in Richtung Tiruchirappalli führt durch Viluppuram.
78 Prozent der Einwohner Viluppurams sind Hindus, 15 Prozent sind Muslime und 6 Prozent Christen. Die Hauptsprache ist, wie in ganz Tamil Nadu, das Tamil, das von 93 Prozent der Bevölkerung als Muttersprache gesprochen wird. Je 3 Prozent sprechen Urdu und Telugu.

## Persönlichkeiten
- Sivaji Ganesan (1927–2001), Filmschauspieler